# Charlotte Guillard
Charlotte Guillard (* um 1485; † (nach) 1557, latinisiert auch Carola Guillard) war die erste Buchdruckerin von Bedeutung. Im Gegensatz zu den Wiegendruckerinnen Anna Rüger und Anna Fabri ist sie durch langjähriges Wirken und viele Druckwerke bekannt geworden. Sie betrieb 40 Jahre lang die renommierte Druckwerkstatt Au Soleil d’Or (Zur Goldenen Sonne) in Paris in eigener Regie.

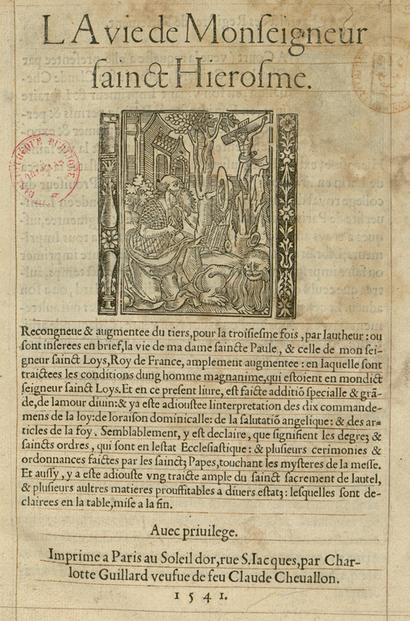
La Vie de Monseigneur Sainct Hierosme von 1541 mit Druckvermerk von Charlotte Guillard

## Leben
Charlotte war die Tochter von Jacques Guillard (Guillart) und Guillemyne Savary. Sie kam in Paris oder der Provinz Maine zur Welt und hatte mehrere Schwestern und einen Bruder. 1502 heiratete sie den Buchdrucker Berthold Rembolt. Dieser war 1494 Partner von Ulrich Gering († 1510) geworden und in die älteste Druckerei Frankreichs eingetreten, die er 1507/08 übernahm. Das Druckgeschäft im Quartier Latin lief so gut, dass er das kleine Hôtel Soleil d’Or in der rue Saint-Jacques für Betrieb, Familie und Angestellte erbaute.
Rembolt starb 1519 und Guillard heiratete im folgenden Jahr den Buchhändler Claude Chevallon (* ca. 1479). 1537 wurde sie ein zweites Mal Witwe und arbeitete, da sie keine eigenen Kinder hatte, mit ihren Neffen zusammen, die ebenfalls im Buchhandel tätig waren. Charlotte Guillard starb 1557, vor dem Monat Juli.

## Unternehmerin
Guillard übernahm nach dem Tod ihres Ehemanns mit Zustimmung der Zunft die Leitung der Druckerei, in der seit der Heirat mitgearbeitet hatte. Sie übernahm die Korrektur der lateinischen Publikationen. Für den Bischof von Verona veröffentlichte sie seine Werke, da ihre Erzeugnisse für Schönheit und Genauigkeit anerkannt waren.
Mit ihrer zweiten Heirat übernahm sie als Madame Chevallon, auch die Buchdruckerei von Claude Chevallon, der seine Drucktätigkeit einstellte. Ihr Druckverzeichnis wurde um theologische und humanistische Bücher erweitert. Gedruckt wurden Werke von Erasmus von Rotterdam, Hilarius von Poitiers und Pacian von Barcelona. 1537 führte sie ihr Unternehmen alleine weiter, zunächst in Zusammenarbeit mit ihren Neffen, ab 1547 in Partnerschaft mit ihrem Neffen Guillaume Desboys (auch des Boys). Ihr Stiefsohn Gervais Chevallon ist nur 1537–1539 als Drucker nachzuweisen. Sie besaß vier oder fünf Druckmaschinen, hatte 12 bis 25 Angestellte und einem Bestand von 13.000 Büchern. Ihre Kunden waren Studenten der Sorbonne, beruflicher oder kirchlicher Klientel. Sie druckte auch anti-protestantische Bücher und Werke in lateinischer oder griechischer Sprache. Auch als Verlegerin hatte sie Erfolg, ihre Zuträger vermittelten ihr meist erfolgreiche Manuskripte. 
Ihr Signet zeigt die goldene Sonne, etwa 190 bis 200 Werke sind für ihre Druckwerkstatt nachweisbar. Viele sind mit «apud Carolam Guillard, sub Sole aureo» gekennzeichnet. Ihre Bücher stehen heute weltweit in mehr als 400 Bibliotheken.

## Werke der DruckwerkstattSoleil d’Or
- Berthold Rembolt, etwa 190 Druckwerke
- Claude und Charlotte Chevallon,[3] 220 Druckwerke
- Charlotte Guillard, 190 Druckwerke «apud Carolam Guillard, sub Sole aureo»
  - Louis Lassere: La Vie de Monseigneur Sainct Hierosme. 1541.
  - Jacques Toussain: «Lexicon Graecolatinum» 1552; mit signiertem Vorwort.

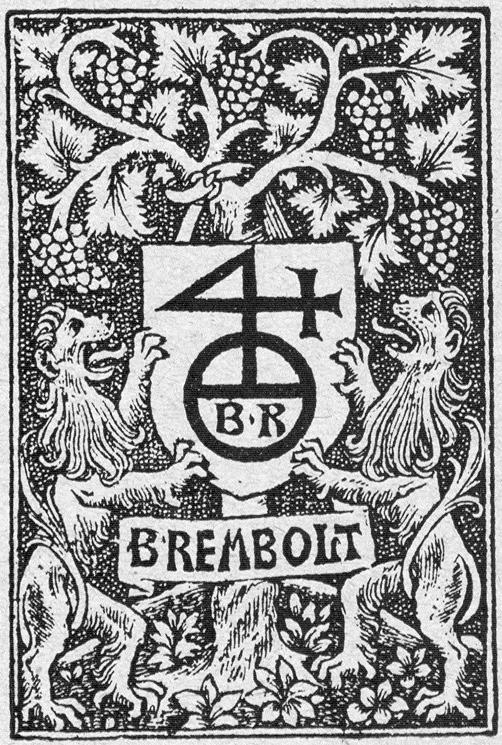
Signet von Berthold Rembolt
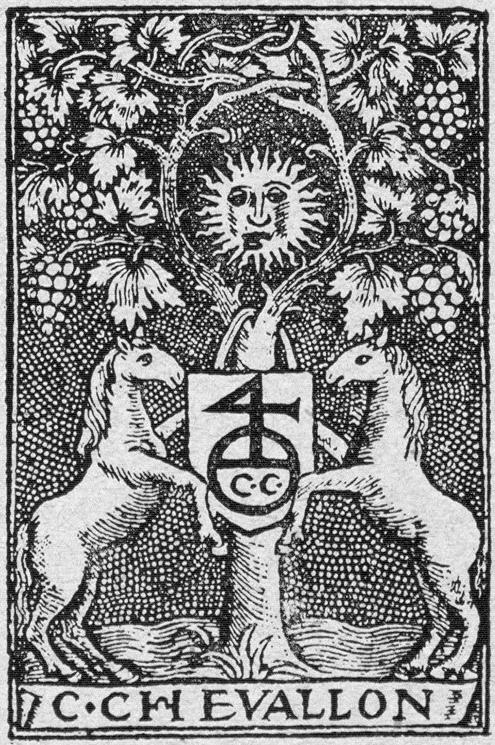
Signet von Claude Chevallon (nach 1520)
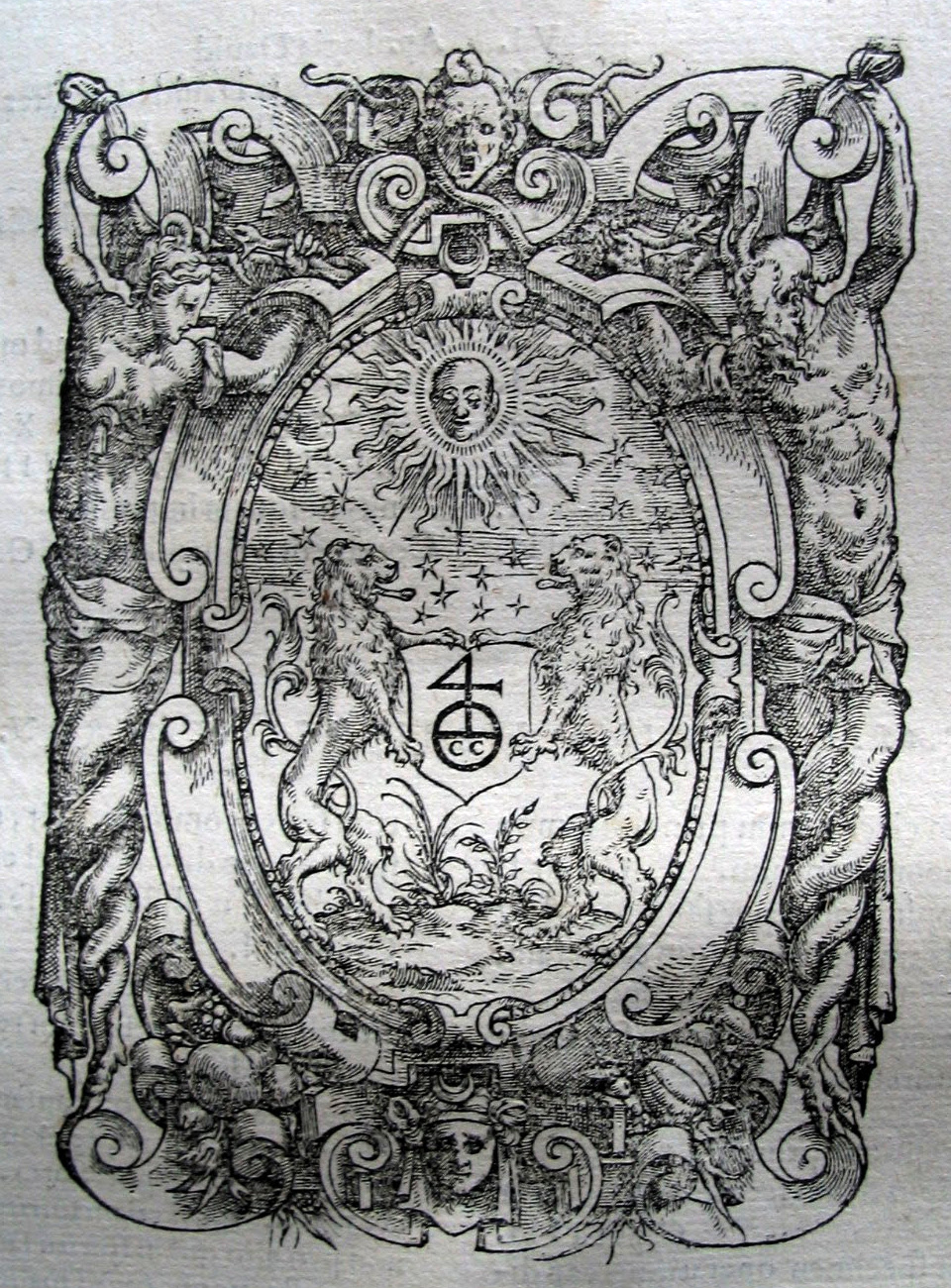
Signet von Charlotte Guillard